# Raïon de Bagaïevskaïa
Le raïon de Bagaïevskaïa (en russe : Бага́евский райо́н, Bagaïevski raïon) est une subdivision de l'oblast de Rostov, en Russie. Son centre administratif est la stanitsa Bagaïevskaïa.

## Géographie
Le raïon de Bagaïevskaïa couvre 950,6 km2 et est situé au centre de l’oblast de Rostov sur la rive gauche de Don.

## Histoire
Le raïon est formé en 1924 etexiste sous sa forme actuelle depuis 1978.

## Population
La population de ce raïon s’élevait à 34 569 habitants en 2016.

## Subdivisions territoriales
Le raïon comprend cinq communautés rurales :
- Communauté rurale d’Ajinov
- Communauté rurale de Bagaïevskaïa
- Communauté rurale de Ielkine
- Communauté rurale de Krasny
- Communauté rurale de Manytchskaïa